# فرد ديكسون
فرد ديكسون (بالإنجليزية: Fred Dickson)‏ هو محامي وسياسي كندي، ولد في 4 يوليو 1937 في كندا، وتوفي في 9 فبراير 2012 في كندا بسبب سرطان القولون. حزبياً، نشط في حزب المحافظين الكندي. وقد انتخب عضو مجلس الشيوخ الكندي.